# Pierre Rochefort
Pierre Rochefort (Parigi, 24 aprile 1981) è un attore, cantante e produttore discografico francese.

## Biografia
Pierre Rochefort è figlio della regista Nicole Garcia e dell'attore Jean Rochefort.  Ha debuttato come attore sul grande schermo nel 1986, in un film diretto da sua madre, ma solo nel 2000 ha deciso di studiare seriamente recitazione. Si è formato in ambito teatrale al conservatorio del VII arrondissement di Parigi sotto la direzione di Daniel Berlioux, poi all’école du QG, diretta da Gregory Questel e Yves Pignot.
Nel 2016 ha intrapreso una carriera da cantante, con lo pseudonimo Pierro, incidendo il suo primo album, Trente Trois Tours, nel segno del trip hop e del rap. Nel 2019 è uscito il suo secondo disco, Free Your Mind, caratterizzato da brani di electronic dance music. Rochefort è anche il fondatore dell'etichetta musicale Homworkz, con cui produce i dischi suoi e di altri artisti, soprattutto cantanti hip hop.

## Vita privata
Sposatosi nell'adolescenza, ha divorziato a 19 anni, subito dopo essere diventato padre di un maschio, Soren.

## Filmografia

### Cinema

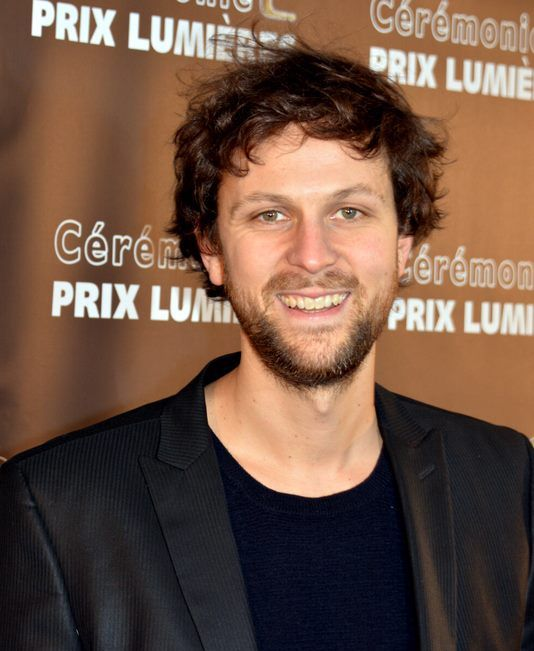
Pierre Rochefort nel 2015

- 15 août, regia di Nicole Garcia (1986)
- Rapt, regia di Lucas Belvaux (2000)
- Tre destini, un solo amore (Un balcon sur la mer), regia di Nicole Garcia (2010)
- 38 testimoni (38 témoins), regia di Lucas Belvaux (2012)
- Addio mia regina (Les Adieux à la Reine), regia di Benoît Jacquot (2012)
- Un beau dimanche, regia di Nicole Garcia (2014)
- Nos futurs, regia di Rémi Bezançon (2015)
- Marie et les Naufragés, regia di Sebastien Betbeder (2016)
- My family and the Wolf (Ma famille et le loup), regia di Adrian García (2019)
- Entre deux trains, regia di Pierre Filmon (2019)

### Televisione
- Les Revenants – serie TV, 8 episodi (2015)
- La Main du mal – serie TV, 2 episodi (2016)
- Morgane - Detective geniale (HPI) – serie TV, episodi 3x01 e 3x02 (2023)

## Teatro
- 2010: Pourquoi mes frères et moi on est parti, regia di Yohan Manca
- 2010: Jean et Béatrice di Carole Fréchette, regia di Jeanne Tanguy e Nicolas Gibert
- 2014: 14 di Jean Echenoz, regia di Nicole Garcia, Théâtre du Rond-Point
- 2016: Croque Monsieur di Marcel Mithois, regia di Thierry Klifa, Théâtre de la Michodière

## Discografia
- Trente Trois Tours (2016)
- Free Your Mind (2019)

## Riconoscimenti

### Premi
- Festival du film de Cabourg 2014: Swann d'oro alla miglior rivelazione maschile per Un beau dimanche

### Candidature
- Premio César 2015: Migliore promessa maschile per Un beau dimanche
- Premio Lumière 2015: Migliore promessa maschile per Un beau dimanche